# Lista över byggnadsminnen i Värmlands län
Förteckning över byggnadsminnen i Värmlands län.

## Arvika kommun
| Namn                                            | Ursprunglig funktion                     | Byggår | Arkitekt | Plats                | Läge               | Anläggnings-ID | Bild                                    |
| ----------------------------------------------- | ---------------------------------------- | ------ | -------- | -------------------- | ------------------ | -------------- | --------------------------------------- |
| Oppstuhage (Oppstuhaget 7 f.d. Taserud 2:24)    | Konstnärsateljé,Bostadshus (3 byggnader) | 1894   |          | Arvika               | 59.67075, 12.61290 |                | Ladda upp en till bild av denna byggnad |
| Krukmakeriet på Övre Stortorpet (Långvak 3:118) | Krukmakeri (1 byggnad)                   | 1874   |          | Arvika landsdistrikt | 59.66703, 12.66202 |                | Ladda upp en bild av denna byggnad      |
| Sölje herrgård (Sölje 3:4 f.d. Sölje 3:1)       | Herrgård,Bruksherrgård (1 byggnad)       | 1789   |          | Stavnäs              | 59.48777, 12.69562 |                | Ladda upp en bild av denna byggnad      |
| Älgå smedja (Älgå Stom 1:21 f.d. Älgå Stom 1:1) | Bruk (1 byggnad)                         | 1845   |          | Älgå                 | 59.64347, 12.47409 |                | Ladda upp en bild av denna byggnad      |

## Filipstads kommun
| Namn                                                                                 | Ursprunglig funktion                           | Byggår             | Arkitekt | Plats     | Läge               | Anläggnings-ID | Bild                                    |
| ------------------------------------------------------------------------------------ | ---------------------------------------------- | ------------------ | -------- | --------- | ------------------ | -------------- | --------------------------------------- |
| Långbans hytta och herrgård (Långbanshyttan 1:230 f.d. Långbanshyttan 1:186 o 1:204) | Herrgård,Bruksherrgård,Gruva (17 byggnader)    | 1854-1856          |          | Långban   | 59.85467, 14.26170 |                | Ladda upp en till bild av denna byggnad |
| Bergmästaregården, Filipstad (Bergmästaren 1)                                        | Ämbets- och tjänstemannaboställe (4 byggnader) | 1775               |          | Filipstad | 59.71017, 14.17180 |                | Ladda upp en bild av denna byggnad      |
| Brattforshyttan (Brattforshyttan 3:1)                                                | Hytta (2 byggnader)                            | 1835               |          | Brattfors | 59.66657, 14.02129 |                | Ladda upp en till bild av denna byggnad |
| Filipstads kvarn (Kvarnen 1)                                                         | Kvarn (1 byggnad)                              | 1807               |          | Filipstad | 59.71222, 14.16072 |                | Ladda upp en bild av denna byggnad      |
| Kärns gård (Gräsbosjön 1:9)                                                          | Bergsmansgård (10 byggnader)                   | 1700-talets början |          | Färnebo   | 59.83249, 13.93005 |                | Ladda upp en bild av denna byggnad      |
| Motjärnshyttan (Motjärnshyttan 1:19 f.d. Järnshyttan 1:1)                            | Hytta (1 byggnad)                              | 1854               |          | Nordmark  | 59.92789, 13.97705 |                | Ladda upp en till bild av denna byggnad |
| Nedre Kallsteniigården (Bryggaren 1)                                                 | Borgargård (4 byggnader)                       | 1860               |          | Filipstad | 59.71116, 14.16993 |                | Ladda upp en bild av denna byggnad      |
| Rämmens herrgård (Rämmen 1:163)                                                      | Herrgård,Bruksherrgård (8 byggnader)           | 1757               |          | Rämmen    | 60.02610, 14.10986 |                | Ladda upp en till bild av denna byggnad |
| Storbrohyttan (Storbrohyttan 2:30)                                                   | Hytta (2 byggnader)                            | 1857               |          | Filipstad | 59.72029, 14.15617 |                | Ladda upp en till bild av denna byggnad |

## Grums kommun
| Namn                                                                      | Ursprunglig funktion                 | Byggår | Arkitekt | Plats   | Läge               | Anläggnings-ID | Bild                                    |
| ------------------------------------------------------------------------- | ------------------------------------ | ------ | -------- | ------- | ------------------ | -------------- | --------------------------------------- |
| Borgviks herrgård (Borgviksbruk 1:82 o 1:98 o 1:99 f.d. Borgviksbruk 1:1) | Herrgård,Bruksherrgård (5 byggnader) | 1742   |          | Borgvik | 59.35197, 12.96109 |                | Ladda upp en till bild av denna byggnad |

## Hagfors kommun
| Namn                                                   | Ursprunglig funktion                 | Byggår | Arkitekt | Plats    | Läge               | Anläggnings-ID | Bild                                    |
| ------------------------------------------------------ | ------------------------------------ | ------ | -------- | -------- | ------------------ | -------------- | --------------------------------------- |
| Bessemerverket i Hagfors (Hagfors 2:61)                | Industrianläggning (1 byggnad)       | 1880   |          | Hagfors  | 60.03150, 13.69015 |                | Ladda upp en till bild av denna byggnad |
| Uddeholms herrgård (Uddeholm 18:22 f.d. Uddeholm 18:1) | Herrgård,Bruksherrgård (5 byggnader) | 1823   |          | Uddeholm | 60.01760, 13.61875 |                | Ladda upp en till bild av denna byggnad |

## Karlstads kommun
| Namn                                                             | Ursprunglig funktion                                    | Byggår                                                          | Arkitekt             | Plats     | Läge               | Anläggnings-ID | Bild                                    |
| ---------------------------------------------------------------- | ------------------------------------------------------- | --------------------------------------------------------------- | -------------------- | --------- | ------------------ | -------------- | --------------------------------------- |
| Geijerska gården, Karlstad (Almen 15)                            | Borgargård (3 byggnader)                                | 1800-talets början                                              |                      | Karlstad  | 59.38000, 13.49534 |                | Ladda upp en till bild av denna byggnad |
| Gunneruds gård (Gunnerud 1:4)                                    | Bruk                                                    | 1829                                                            |                      | Alster    | 59.41444, 13.60861 |                | Ladda upp en till bild av denna byggnad |
| Kvarteret Ugglan 6, Karlstad (Ugglan 6)                          | Bostadshus,Flerbostadshus (1 byggnad)                   | 1903                                                            |                      | Karlstad  | 59.38161, 13.49579 |                | Ladda upp en till bild av denna byggnad |
| Ugglan 5                                                         | Bostadshus,Flerbostadshus (1 byggnad)                   | 1899                                                            |                      | Karlstad  | 59.38163, 13.49636 |                | Ladda upp en till bild av denna byggnad |
| Alsters herrgård (Alsters herrgård 2:1)                          | Herrgård,Bruksherrgård (4 byggnader)                    | 1772                                                            |                      | Alster    | 59.39844, 13.60246 |                | Ladda upp en till bild av denna byggnad |
| Biskopsgården, Karlstad (Udden 1)                                | Biskopsgård (3 byggnader)                               | 1778                                                            |                      | Karlstad  | 59.38303, 13.50125 |                | Ladda upp en till bild av denna byggnad |
| Expositionshuset, Karlstad (Styrmannen 3 tidigare Vänershov 10)  | Expositionshus (1 byggnad)                              | 1862                                                            |                      | Karlstad  | 59.37679, 13.50379 |                | Ladda upp en till bild av denna byggnad |
| Frimurarelogen, Karlstad (Mercurius 4)                           | Ordenshus (1 byggnad)                                   | 1869                                                            |                      | Karlstad  | 59.38021, 13.50225 |                | Ladda upp en till bild av denna byggnad |
| Gamla gymnasiet, Karlstad (Falken 7)                             | Skola,Läroverk (1 byggnad)                              | 1759                                                            |                      | Karlstad  | 59.38086, 13.50678 |                | Ladda upp en till bild av denna byggnad |
| Grevgården, Karlstad (Gäddan 15 f.d. Kv Gäddan 9)                | Borgargård (1 byggnad)                                  | 1784                                                            |                      | Karlstad  | 59.38027, 13.49292 |                | Ladda upp en till bild av denna byggnad |
| Hammars säteri (Hammar 1:31)                                     | Herrgård,Säteri (3 byggnader)                           | 1760                                                            |                      | Väse      | 59.38044, 13.80994 |                | Ladda upp en till bild av denna byggnad |
| Hypoteksföreningens hus, Karlstad (Björnen 5)                    | Hypoteksförening (1 byggnad)                            | 1853                                                            |                      | Karlstad  | 59.38017, 13.49892 |                | Ladda upp en till bild av denna byggnad |
| Höglunda herrgård (Höglunda 1:311 f.d. 1:51)                     | Herrgård,Bruksherrgård (1 byggnad)                      | 1844                                                            |                      | Nor       | 59.42910, 13.23751 |                | Ladda upp en till bild av denna byggnad |
| Karlstads centralstation (Järnvägen 1:1)                         | Järnvägsstation (1 byggnad)                             | 1869                                                            |                      | Karlstad  | 59.37799, 13.49910 |                | Ladda upp en till bild av denna byggnad |
| Karlstads teater (Teatern 1 f.d. Klara 1:2)                      | Teater (1 byggnad)                                      | 1893                                                            |                      | Karlstad  | 59.38206, 13.49730 |                | Ladda upp en till bild av denna byggnad |
| Ve kronofogdegård (Västra Ve 1:5)                                | Ämbets- och tjänstemannaboställe (4 byggnader)          | 1800                                                            |                      | Väse      | 59.41835, 13.82693 |                | Ladda upp en till bild av denna byggnad |
| Landshövdingegården och doktorsgården, Karlstad Almen 19         | Ämbets- och tjänstemannaboställe,Residens (3 byggnader) | 1752 eller tidigare (Landshövdingegården), 1820 (doktorsgården) |                      | Karlstad  | 59.38008, 13.49640 |                | Ladda upp en till bild av denna byggnad |
| Nors prästgård (Nor 1:10)                                        | Boställe,Prästgård (1 byggnad)                          | 1780                                                            |                      | Nor       | 59.41227, 13.23692 |                | Ladda upp en bild av denna byggnad      |
| Pihlgrensgården (Gäddan 12)                                      | Borgargård (2 byggnader)                                | 1700-talets slut                                                |                      | Karlstad  | 59.38006, 13.49451 |                | Ladda upp en till bild av denna byggnad |
| Sandbäckens gård (Sandbäcken 1:9)                                | Herrgård,Tjänstebostad (5 byggnader)                    | 1795                                                            |                      | Karlstad  | 59.38680, 13.49544 |                | Ladda upp en till bild av denna byggnad |
| Tingvallagymnasiet (Falken 8)                                    | Skola,Läroverk (1 byggnad)                              | 1869                                                            |                      | Karlstad  | 59.38077, 13.50532 |                | Ladda upp en till bild av denna byggnad |
| Värmlands museum (Cyrillus 1 f.d. Tingvallastaden 1:1, Stg 1413) | Museum (1 byggnad)                                      | 1929                                                            |                      | Karlstad  | 59.38530, 13.50028 |                | Ladda upp en till bild av denna byggnad |
| Väse prästgård (Väse prästgård 1:8 f.d. Väse prästgård 1:1)      | Boställe,Prästgård (3 byggnader)                        | 1800                                                            |                      | Väse      | 59.40973, 13.84808 |                | Ladda upp en till bild av denna byggnad |
| Wermlandsbanken (Mercurius 14)                                   | Hypoteksförening,Bank (1 byggnad)                       | 1908                                                            |                      | Karlstad  | 59.38003, 13.50318 |                | Ladda upp en till bild av denna byggnad |
| Älvsbacka missionshus (Stenåsen 1:14)                            | Frikyrka (1 byggnad)                                    | 1866                                                            |                      | Älvsbacka | 59.71083, 13.67966 |                | Ladda upp en bild av denna byggnad      |
| Östra bron                                                       | Bro                                                     | 1761–1765                                                       | Carl Johan Cronstedt | Karlstad  | 59.38438, 13.51313 |                | Ladda upp en till bild av denna byggnad |

## Kils kommun
| Namn                                             | Ursprunglig funktion        | Byggår           | Arkitekt | Plats              | Läge               | Anläggnings-ID | Bild                                    |
| ------------------------------------------------ | --------------------------- | ---------------- | -------- | ------------------ | ------------------ | -------------- | --------------------------------------- |
| Apertins herrgård (Apertin 3:3 f.d. Apertin 3:2) | Herrgård (6 byggnader)      | 1600-talets mitt |          | Stora Kil          | 59.51740, 13.36797 |                | Ladda upp en till bild av denna byggnad |
| Fryksta järnvägsstation (Halsmo 1:33)            | Järnvägsstation (1 byggnad) | 1858             |          | Fryksta, Stora Kil | 59.52721, 13.33123 |                | Ladda upp en till bild av denna byggnad |

## Kristinehamns kommun
| Namn                                                     | Ursprunglig funktion                 | Byggår                                                          | Arkitekt | Plats              | Läge               | Anläggnings-ID | Bild                                    |
| -------------------------------------------------------- | ------------------------------------ | --------------------------------------------------------------- | -------- | ------------------ | ------------------ | -------------- | --------------------------------------- |
| Kristinehamns stadshotell (Tellus 1)                     | Hotell,Stadshotell (1 byggnad)       | 1879                                                            |          | Kristinehamn       | 59.31004, 14.10895 |                | Ladda upp en till bild av denna byggnad |
| Krontorps herrgård (Krontorp 1:5)                        | Herrgård,Bruksherrgård (3 byggnader) | 1828 (huvudbyggnad), 1809 (norra flygeln), 1813 (södra flygeln) |          | Bäckhammar, Visnum | 59.16718, 14.19932 |                | Ladda upp en bild av denna byggnad      |
| Nordenfeldtska gården (Nebulosan 8)                      | Borgargård (1 byggnad)               | 1771                                                            |          | Kristinehamn       | 59.31064, 14.10363 |                | Ladda upp en till bild av denna byggnad |
| Värmlands Säby herrgård (Säby 1:6)                       | Herrgård (5 byggnader)               | 1774                                                            |          | Visnum             | 59.09169, 14.14767 |                | Ladda upp en till bild av denna byggnad |
| Wahlundska gården (Vågen 3)                              | Borgargård (5 byggnader)             | 1806                                                            |          | Kristinehamn       | 59.30975, 14.10514 |                | Ladda upp en till bild av denna byggnad |
| Gustafsviks mejeri och Österviks kapell (Östervik 1:8-9) | Kapell,Mejeri,Skola (4 byggnader)    | 1871                                                            |          | Varnum             | 59.35136, 14.07272 |                | Ladda upp en till bild av denna byggnad |

## Munkfors kommun
| Namn                                                                     | Ursprunglig funktion                      | Byggår | Arkitekt | Plats    | Läge               | Anläggnings-ID | Bild                                                                      |
| ------------------------------------------------------------------------ | ----------------------------------------- | ------ | -------- | -------- | ------------------ | -------------- | ------------------------------------------------------------------------- |
| Ransäters bruksherrgård (Geijersgården 2:1)                              | Herrgård,Bruksherrgård (3 byggnader)      | 1640   |          | Ransäter | 59.76632, 13.44178 |                | Ladda upp en till bild av denna byggnad                                   |
| Munkfors herrgård och Martinverk (Heden 1:44 och 1:6 f.d. stg 1164-1165) | Bruk,Herrgård,Bruksherrgård (6 byggnader) | 1812   |          | Munkfors | 59.84623, 13.54384 |                | Se fler bilder av denna byggnad · Ladda upp en till bild av denna byggnad |

## Storfors kommun
| Namn                                                      | Ursprunglig funktion                 | Byggår | Arkitekt | Plats     | Läge               | Anläggnings-ID | Bild                               |
| --------------------------------------------------------- | ------------------------------------ | ------ | -------- | --------- | ------------------ | -------------- | ---------------------------------- |
| Alkvetterns herrgård (Alkvettern 2:93 f.d. Alkvettern 2:1 | Herrgård,Bruksherrgård (8 byggnader) | 1809   |          | Bjurtjärn | 59.44101, 14.41130 |                | Ladda upp en bild av denna byggnad |

## Sunne kommun
| Namn                    | Ursprunglig funktion | Byggår | Arkitekt | Plats          | Läge               | Anläggnings-ID | Bild                                    |
| ----------------------- | -------------------- | ------ | -------- | -------------- | ------------------ | -------------- | --------------------------------------- |
| Mårbacka (Mårbacka 1:4) | Herrgård (1 byggnad) | 1796   |          | Östra Ämtervik | 59.78093, 13.23313 |                | Ladda upp en till bild av denna byggnad |

## Säffle kommun
| Namn                                                | Ursprunglig funktion        | Byggår | Arkitekt | Plats     | Läge               | Anläggnings-ID | Bild                                    |
| --------------------------------------------------- | --------------------------- | ------ | -------- | --------- | ------------------ | -------------- | --------------------------------------- |
| Björnö gård (Björnö 1:8 f.d. Björnö 1:1)            | Herrgård (3 byggnader)      | 1779   |          | Gillberga | 59.39555, 12.84509 |                | Ladda upp en bild av denna byggnad      |
| Karl XII-magasinet (Säffle 6:18)                    | Herrgård (1 byggnad)        | 1718   |          | Säffle    | 59.12036, 12.91807 |                | Ladda upp en bild av denna byggnad      |
| Nysäters marknadsbodar (Nysäter 1:1 och 1:9)        | Marknadsplats (4 byggnader) | 1759   |          | Nysäter   | 59.28320, 12.77784 |                | Ladda upp en till bild av denna byggnad |
| Odenstads herrgård (Odenstad 1:2 f.d. Odenstad 1:1) | Herrgård (1 byggnad)        | 1758   |          | Gillberga | 59.33345, 12.79621 |                | Ladda upp en bild av denna byggnad      |
| Von Echstedtska gården (Västra Smedbyn 1:14)        | Herrgård (7 byggnader)      | 1764   |          | Kila      | 59.22793, 12.73178 |                | Ladda upp en till bild av denna byggnad |

## Torsby kommun
| Namn                                           | Ursprunglig funktion          | Byggår | Arkitekt | Plats           | Läge               | Anläggnings-ID | Bild                                    |
| ---------------------------------------------- | ----------------------------- | ------ | -------- | --------------- | ------------------ | -------------- | --------------------------------------- |
| Gravols soldattorp (S:2 f.d. Gravol 1:13 m fl) | Torp,Soldattorp (4 byggnader) | 1867   |          | Norra Ny        | 60.33218, 13.36954 |                | Ladda upp en bild av denna byggnad      |
| Halvarsgården (Båtstad 1:121)                  | Bondgård (1 byggnad)          | 1862   |          | Norra Finnskoga | 60.88476, 12.64750 |                | Ladda upp en bild av denna byggnad      |
| Röjdåfors kvarn (Röjdoset 1:40)                | Kvarn (2 byggnader)           | 1859   |          | Östmark         | 60.39147, 12.64021 |                | Ladda upp en bild av denna byggnad      |
| Juhola finngård (Multtjärn 1:9)                | Jordbruk (9 byggnader)        | 1740   |          | Östmark         | 60.4189, 12.7188   |                | Ladda upp en till bild av denna byggnad |
| Finngården Kvarntorp (Södra Lekvattnet 1:23)   | Jordbruk (15 byggnader)       | 1750?  |          | Lekvattnet      | 60.1265, 12.5884   |                | Ladda upp en till bild av denna byggnad |
| Ritamäki finngård (Södra Lekvattnet 1:87)      | Jordbruk (7 byggnader)        | 1840   |          | Lekvattnet      | 60.1489, 12.5413   |                | Ladda upp en till bild av denna byggnad |

## Årjängs kommun
| Namn                                                                                 | Ursprunglig funktion             | Byggår | Arkitekt | Plats           | Läge               | Anläggnings-ID | Bild                                    |
| ------------------------------------------------------------------------------------ | -------------------------------- | ------ | -------- | --------------- | ------------------ | -------------- | --------------------------------------- |
| Holmedals prästgård (Holmedals prästgård 1:13 och 1:56 f.d. Holmedals prästgård 1:2) | Boställe,Prästgård (2 byggnader) | 1806   |          | Holmedal        | 59.47221, 11.95763 |                | Ladda upp en bild av denna byggnad      |
| Långelanda tingshus (Långelanda 1:69; Långemåla 1:69)                                | Tingshus (3 byggnader)           | 1802   |          | Silbodal        | 59.44175, 12.14378 |                | Ladda upp en till bild av denna byggnad |
| Ögårn i Dusserud (Dusserud 1:18)                                                     | Bondgård (8 byggnader)           | 1777   |          | Västra Fågelvik | 59.47454, 11.88303 |                | Ladda upp en till bild av denna byggnad |